# Світова група Кубка Федерації 2019 II
Світова група II — другий рівень розиграшу Кубку Федерації 2019 року. Переможці пар проходять у плейоф Світової групи, а команди, що програли, опускаються до плейофу Світової групи II.
| Команди    | Команди    | Команди | Команди   |
| Канада     | Італія     | Японія  | Латвія    |
| Нідерланди | Словаччина | Іспанія | Швейцарія |
| ---------- | ---------- | ------- | --------- |

## Швейцарія— Італія
| Швейцарія SUI 3 | Swiss Tennis Arena, Біль/Б'єнн, Швейцарія 9–10 лютого Тверде (зала) | Swiss Tennis Arena, Біль/Б'єнн, Швейцарія 9–10 лютого Тверде (зала) | Італія ITA 1 |     |          |          |
| \| \| \| \| 1 \| 2 \| 3 \| \| \| - \| ---------------- \| -------------------------------------------------------------- \| ---- \| --- \| -------- \| -------- \| \| 1 \| Швейцарія Італія \| Белінда Бенчич Сара Еррані \| 6 2 \| 7 5 \| \| \| \| 2 \| Швейцарія Італія \| Вікторія Голубич Каміла Джорджі \| 6 4 \| 2 6 \| 6 4 \| \| \| 3 \| Швейцарія Італія \| Белінда Бенчич Каміла Джорджі \| 6 2 \| 6 4 \| \| \| \| 4 \| Швейцарія Італія \| Вікторія Голубич Сара Еррані \| \| \| \| не грали \| \| 5 \| Швейцарія Італія \| Тімеа Бачинскі / Штефані Фегеле Сара Еррані / Мартіна Тревізан \| 65 7 \| 6 3 \| [5] [10] \| \| |                                                                     |                                                                     |              |     |          |          |
| |                                                                     |                                                                     | 1            | 2   | 3        |          |
| 1 | Швейцарія Італія                                                    | Белінда Бенчич Сара Еррані                                          | 6 2          | 7 5 |          |          |
| 2 | Швейцарія Італія                                                    | Вікторія Голубич Каміла Джорджі                                     | 6 4          | 2 6 | 6 4      |          |
| 3 | Швейцарія Італія                                                    | Белінда Бенчич Каміла Джорджі                                       | 6 2          | 6 4 |          |          |
| 4 | Швейцарія Італія                                                    | Вікторія Голубич Сара Еррані                                        |              |     |          | не грали |
| 5 | Швейцарія Італія                                                    | Тімеа Бачинскі / Штефані Фегеле Сара Еррані / Мартіна Тревізан      | 65 7         | 6 3 | [5] [10] |          |

## Латвія — Словаччина
| Латвія LAT 4 | Arēna Rīga, Рига, Латвія 9–10 лютого Тверде (зала) | Arēna Rīga, Рига, Латвія 9–10 лютого Тверде (зала)                              | Словаччина SVK 0 |      |     |          |
| \| \| \| \| 1 \| 2 \| 3 \| \| \| - \| ----------------- \| ------------------------------------------------------------------------------- \| --- \| ---- \| --- \| -------- \| \| 1 \| Латвія Словаччина \| Олена Остапенко Ребекка Шрамкова \| 7 5 \| 65 7 \| 6 1 \| \| \| 2 \| Латвія Словаччина \| Анастасія Севастова Анна Кароліна Шмідлова \| 6 4 \| 6 0 \| \| \| \| 3 \| Латвія Словаччина \| Анастасія Севастова Ребекка Шрамкова \| 6 3 \| 6 2 \| \| \| \| 4 \| Латвія Словаччина \| Олена Остапенко Анна Кароліна Шмідлова \| \| \| \| не грали \| \| 5 \| Латвія Словаччина \| Діана Марцинкевича / Олена Остапенко Тереза Мігалікова / Анна Кароліна Шмідлова \| 6 2 \| 6 3 \| \| \| |                                                    |                                                                                 |                  |      |     |          |
| |                                                    |                                                                                 | 1                | 2    | 3   |          |
| 1 | Латвія Словаччина                                  | Олена Остапенко Ребекка Шрамкова                                                | 7 5              | 65 7 | 6 1 |          |
| 2 | Латвія Словаччина                                  | Анастасія Севастова Анна Кароліна Шмідлова                                      | 6 4              | 6 0  |     |          |
| 3 | Латвія Словаччина                                  | Анастасія Севастова Ребекка Шрамкова                                            | 6 3              | 6 2  |     |          |
| 4 | Латвія Словаччина                                  | Олена Остапенко Анна Кароліна Шмідлова                                          |                  |      |     | не грали |
| 5 | Латвія Словаччина                                  | Діана Марцинкевича / Олена Остапенко Тереза Мігалікова / Анна Кароліна Шмідлова | 6 2              | 6 3  |     |          |

## Японія — Іспанія
| Японія JPN 2 | Kitakyushu Sogo Gymnastic Hall, Кітакюсю, Японія 9–10 лютого Тверде (зала) | Kitakyushu Sogo Gymnastic Hall, Кітакюсю, Японія 9–10 лютого Тверде (зала)   | Іспанія ESP 3 |     |      |  |
| \| \| \| \| 1 \| 2 \| 3 \| \| \| - \| -------------- \| ---------------------------------------------------------------------------- \| ---- \| --- \| ---- \| \| \| 1 \| Японія Іспанія \| Нао Хібіно Сара Соррібес Тормо \| 6 4 \| 6 2 \| \| \| \| 2 \| Японія Іспанія \| Дой Місакі Георгіна Гарсія Перес \| 2 6 \| 6 4 \| 62 7 \| \| \| 3 \| Японія Іспанія \| Нара Курумі Сільвія Солер Еспіноса \| 7 63 \| 6 4 \| \| \| \| 4 \| Японія Іспанія \| Нао Хібіно Георгіна Гарсія Перес \| 3 6 \| 6 1 \| 1 6 \| \| \| 5 \| Японія Іспанія \| Като Мію / Макото Ніномія Георгіна Гарсія Перес / Марія Хосе Мартінес Санчес \| 1 6 \| 3 6 \| \| \| |                                                                            |                                                                              |               |     |      |  |
| |                                                                            |                                                                              | 1             | 2   | 3    |  |
| 1 | Японія Іспанія                                                             | Нао Хібіно Сара Соррібес Тормо                                               | 6 4           | 6 2 |      |  |
| 2 | Японія Іспанія                                                             | Дой Місакі Георгіна Гарсія Перес                                             | 2 6           | 6 4 | 62 7 |  |
| 3 | Японія Іспанія                                                             | Нара Курумі Сільвія Солер Еспіноса                                           | 7 63          | 6 4 |      |  |
| 4 | Японія Іспанія                                                             | Нао Хібіно Георгіна Гарсія Перес                                             | 3 6           | 6 1 | 1 6  |  |
| 5 | Японія Іспанія                                                             | Като Мію / Макото Ніномія Георгіна Гарсія Перес / Марія Хосе Мартінес Санчес | 1 6           | 3 6 |      |  |

## Нідерланди — Канада
| Нідерланди NED 0 | Maaspoort Sports and Events, 'с-Гертогенбос, Нідерланди 9–10 лютого Ґрунт (зада) | Maaspoort Sports and Events, 'с-Гертогенбос, Нідерланди 9–10 лютого Ґрунт (зада) | Канада CAN 4 |     |           |          |
| \| \| \| \| 1 \| 2 \| 3 \| \| \| - \| ----------------- \| -------------------------------------------------------------- \| ------ \| --- \| --------- \| -------- \| \| 1 \| Нідерланди Канада \| Ріхель Гоґенкамп Б'янка Андреєску \| 4 6 \| 1 6 \| \| \| \| 2 \| Нідерланди Канада \| Арантча Рус Франсуаз Абанда \| 68 710 \| 6 4 \| 4 6 \| \| \| 3 \| Нідерланди Канада \| Арантча Рус Б'янка Андреєску \| 4 6 \| 2 6 \| \| \| \| 4 \| Нідерланди Канада \| Ріхель Гоґенкамп Франсуаз Абанда \| \| \| \| не грали \| \| 5 \| Нідерланди Канада \| Бібіане Схофс / Демі Схюрс Габріела Дабровскі / Ребекка Маріно \| 6 2 \| 5 7 \| [10] [12] \| \| |                                                                                  |                                                                                  |              |     |           |          |
| |                                                                                  |                                                                                  | 1            | 2   | 3         |          |
| 1 | Нідерланди Канада                                                                | Ріхель Гоґенкамп Б'янка Андреєску                                                | 4 6          | 1 6 |           |          |
| 2 | Нідерланди Канада                                                                | Арантча Рус Франсуаз Абанда                                                      | 68 710       | 6 4 | 4 6       |          |
| 3 | Нідерланди Канада                                                                | Арантча Рус Б'янка Андреєску                                                     | 4 6          | 2 6 |           |          |
| 4 | Нідерланди Канада                                                                | Ріхель Гоґенкамп Франсуаз Абанда                                                 |              |     |           | не грали |
| 5 | Нідерланди Канада                                                                | Бібіане Схофс / Демі Схюрс Габріела Дабровскі / Ребекка Маріно                   | 6 2          | 5 7 | [10] [12] |          |